# Hydrophorus pectinipes
Hydrophorus pectinipes är en tvåvingeart som beskrevs av Van Duzee 1923. Hydrophorus pectinipes ingår i släktet Hydrophorus och familjen styltflugor.
Artens utbredningsområde är Alaska. Inga underarter finns listade i Catalogue of Life.